# 王象晉
王象晉（1561年—1653年），字藎臣，一字子進，又字康侯，號康宇，山東新城縣（今桓臺縣）人，明末政治人物。

## 生平
王象晉於萬曆二十二年（1594年）中甲午科山東鄉試舉人第五十二名，三十二年（1604年）中甲辰科進士，工部觀政，本年丁外艰，三十五年授中書舍人。萬曆四十一年（1613年）考選，因兄王象官兵部尚書，因回避改任禮部主事，四十二年养病。四十五年京察。時值魏忠賢權傾朝野，他與兄王象成為閹黨極力拉攏的對象，但拒絕閹黨，被迫辭職退休。在家督率傭僕經營園圃，成書《二如亭群芳譜》28卷，記載植物達400餘種，是明代介紹栽培植物的著作。天啓元年（1621年）降江西按察司知事，二年升行人司左司副，三年升精膳司員外郎，本年丁内艱。六年起補儀制司員外郎，七年升郎中。崇祯元年（1628年）升浙江按察司副使、布政司參政。崇禎三年（1630年）改任湖廣右參政、蘇松兵備，四年督催押運，之後歷任河南按察使，崇禎八年（1635年）改任浙江右布政使等職。晚年家居，留心農事，作《群芳譜》。
甲申國難，子王與胤殉節。王象晉閉門不出。清順治十年（1653年）卒。

## 著作
著有《賜閒堂集》20卷、《清寤齋心賞編》、《剪桐載筆》、《奏張詩餘臺壁》等。有農學巨著《群芳譜》。醫學著作《保安堂三补简便验方》、《保世药石》及《卫生铃释》。
其孫王渔洋說象晉“盛暑整衣冠危坐，读书不辍，常举唐刘玭言诫子孙，无矜门第，务学为善。”

## 家族
祖父王重光，貴州布政司參議，贈太僕寺少卿，再贈少師兼太子太師、兵部尚書。父王之垣，戶部左侍郎，贈戶部尚書，再贈少師兼太子太師、兵部尚書。
子王与龄、王与敕。與敕，字欽文，號匡廬，以子王士禛貴誥封朝議大夫、國子監祭酒。与敕有子王士禄（吏部考功司员外郎）、王士祜（進士）、王士禧（贡生）、王士禛。